# St. Cornelius (Köln-Rath/Heumar)
Die Kirche St. Cornelius an der Eiler Straße im Kölner Stadtteil Rath/Heumar ist eine römisch-katholische Kirche im Erzbistum Köln. Sie ist neben der Pfarrkirche Zum Göttlichen Erlöser die zweite Kirche innerhalb des Stadtteiles. Die Pfarrei ist Teil des katholischen Pfarreienverbandes Roncalli am Heumarer Dreieck.
Die dem Hl. Cornelius geweihte Kirche entstand 1834/35 im neuromanischen Stil, der zugehörige Turm 1886.

## Lage und Umgebung
Die Kirche liegt an der Eiler Straße im Stadtteil Rath/Heumar im Osten der Stadt Köln. Sie ist eine von zwei katholischen Kirchen im Stadtteil. In direkter Nachbarschaft befindet sich das Pastoralbüro Rath/Heumar. Etwa 100 Meter nördlich befindet sich der erhaltene romanische Turm der ehemaligen Kirche Alt St. Cornelius.

## Geschichte der Gemeinde und der Kirche
Seit dem 11. Jahrhundert war die heutige Pfarrei Heumar dem Gebiet der Pfarre Urbach zugeordnet. Am 10. September 1698 wurde die Pfarrei in Heumar gegründet und somit von der Pfarre Urbach abgetrennt. Seither setzte der Abt von Deutz, die Pfarrei Heumar war seither dem Deutzer Kloster unterstellt, Mönche als Pfarrer in Heumar ein. Die Gemeinde lebte vor allem durch großzügige Spendergaben: unter anderem wurde ein Frühmessfonds gegründet, um für eine Frühmesse einen Priester unterhalten zu können.
Von 1802 an wurde der Pfarrer von Heumar durch den Erzbischof von Köln ernannt, nachdem das Kloster in Deutz aufgelöst worden war. Im Jahr 1833 wurde der Ortsteil Rath, der vormals zur Pfarre Merheim gehört hatte, mit der Pfarre Heumar vereinigt. Nach Abbruch der baufälligen alten Kirche wurde 1834/35 die neue Kirche gebaut. Der preußische Staat als Lehnsherr übernahm ein Drittel der Kosten.
Nachdem die Familie Mülhens im Jahr 1909 das Schloss Röttgen bei Heumar bezogen hatte, entstand eine Enge Verbindung zwischen der Pfarrei St. Cornelius und der Familie Mülhens. Viele Stiftungen verdankt die Pfarrei St. Cornelius der Familie, unter anderem die elektrische Orgelanlage, zwei Glocken und den Umbau des kirchlichen Kindergartens. Aus ihren Stiftungen wurden ebenfalls die Kirchenfenster und die Altarbilder der Mutter Gottes und des Hl. Cornelius finanziert.
Im Jahr 1953 wurde der Ortsteil Rath wieder von der Pfarre Heumar abgetrennt und zur eigenen Pfarrei erhoben. Dazu erhielt die neue Pfarrei nach einer langen Diskussion ein Drittel des Pfarrfonds als Mitgift. 1957 wurde die Kirche wegen Einsturzgefahr geschlossen und aufwändig renoviert. 1964 wurde eine neue Sakristei gebaut, da die alte um den Altarraum lag und nur 1,70 m breit war.
Im Zuge der Zusammenführung von Pfarreien im Erzbistum Köln wurde die Pfarrei Heumar mit der Pfarrei Rath und den Pfarreien aus Ostheim und Neubrück um die Jahrhundertwende zum Pfarrverband Roncalli Am Heumarer Dreieck, benannt nach Papst Johannes XXIII., vereinigt.

## Architektur und Ausstattung

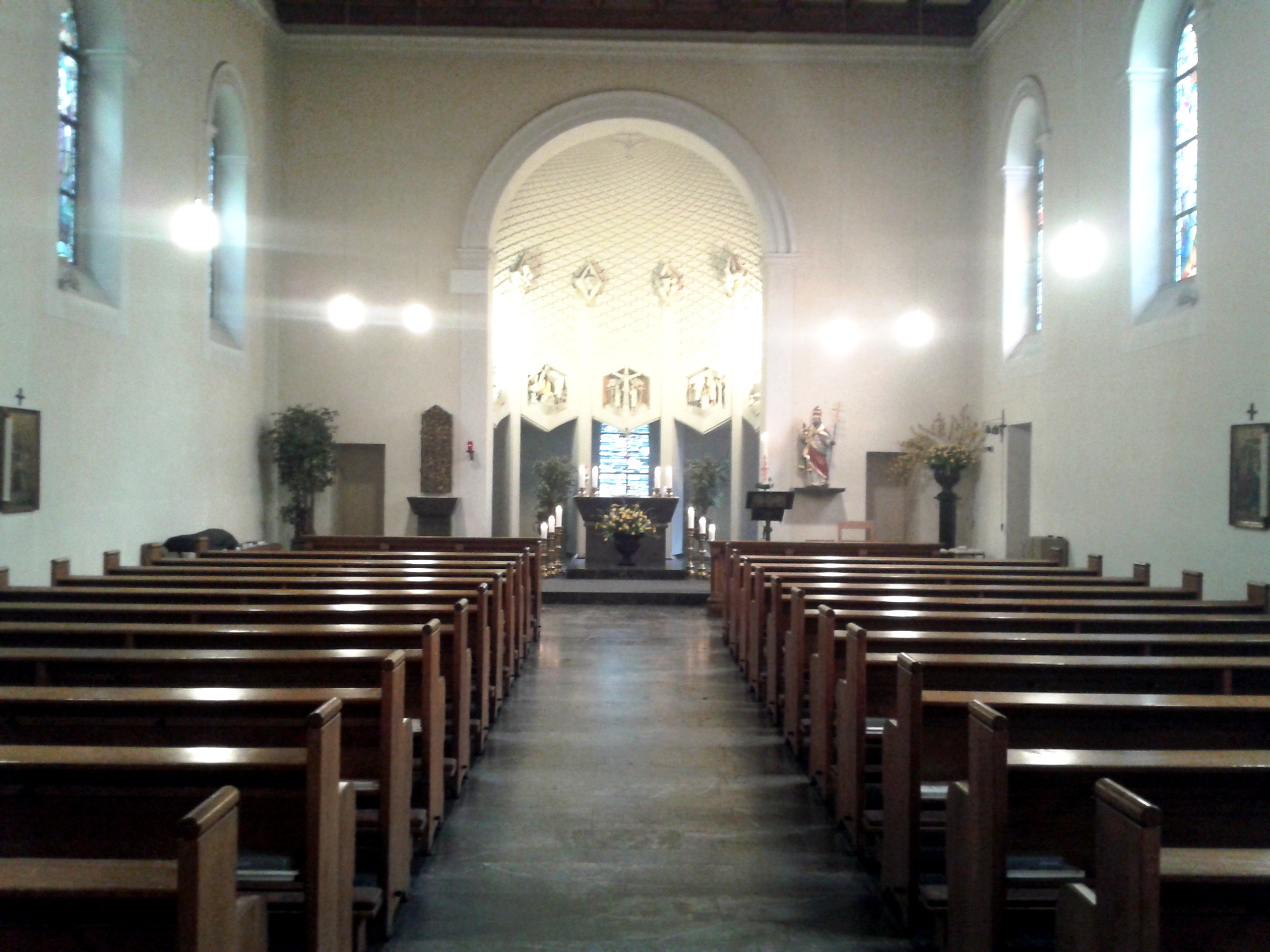
Innenraum der Pfarrkirche St. Cornelius

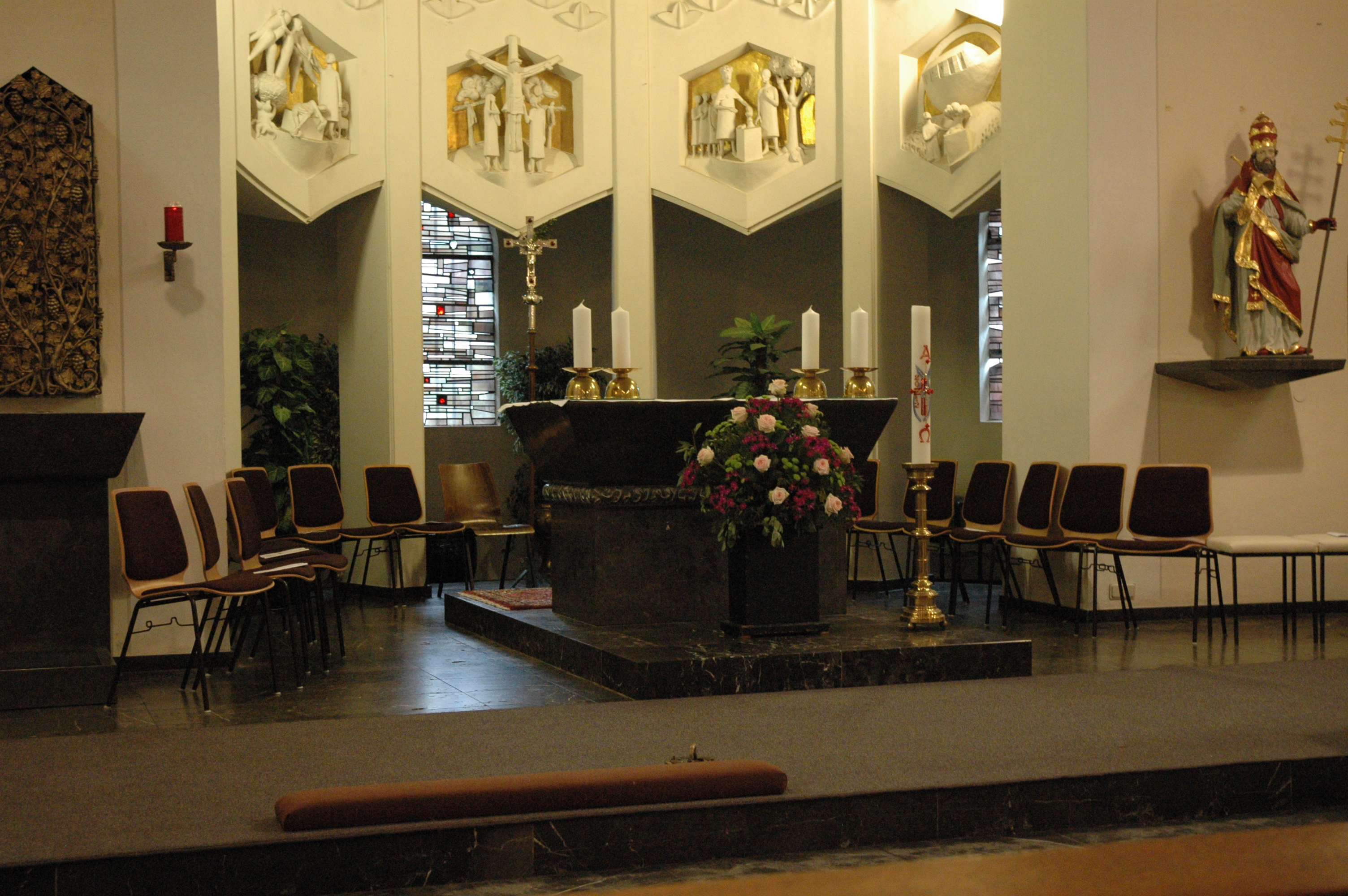
Altar und Apsis, rechts die Statue des Hl. Cornelius, im Hintergrund die goldenen Reliefs

Die Kirche ist eine Saalkirche in Backstein mit Satteldach. Sie besitzt eine kreisförmige Apsis. Der Bau ist klassizistisch geprägt. Der 1886 entstandene neuromanische Turm, geplant und umgesetzt durch den Kölner Architekten Theodor Kremer, ist achteckig und besitzt ein verschiefertes Faltdach.

### Fenster
Die ursprünglichen Fenster der Kirche fielen dem Luftangriff im Jahr 1942 zum Opfer. Die am 1. Juli 1956 erstellten neuen Fenster, die sich die Witwe Maria Mülhens von ihrer Firma 4711 zum 75. Geburtstag schenken ließ, entstammen dem Entwurf von Benediktiner-Mönch Bruder Notker. Die Fenster der rechten Seite zeigen die glorreichen Geheimnisse des Rosenkranzes, die der linken Seite die freudenreichen.

### Statue des Hl. Cornelius
An der Ostwand der Kirche neben der Apsis befindet sich eine Statue des Hl. Cornelius. Die Darstellung des Kirchenpatrons ist das Schmuckstück der Kirche. Herkunft und Alter sind nicht bekannt, einer Legende zufolge soll bei einem Hochwasser im Jahr 1784 die Statue des Heiligen angeschwemmt worden sein. Die Ortschaften Rath und Heumar seien der Legende zufolge durch die Fürsprache des Heiligen daraufhin von diesem Hochwasser verschont worden sein. Seither stand die Pfarre Heumar unter dem Patronat des Hl. Cornelius. Als im Jahr 1825 die alte, kleine romanische Pfarrkirche wegen Baufälligkeit abgerissen wurde, wurde die Corneliusstatue für 10 Jahre in die Pfarrhofscheune gebracht, die als Notkirche diente. Im 1834 fertiggestellten Kirchenschiff der heutigen Pfarrkirche erhielt die Corneliusstatue einen Ehrenplatz auf dem Corneliusaltar. Nach der Restaurierung im Jahr 1964 erhielt die Statue ihren Platz auf einer Marmorkonsole. Die Renovierung des Innenraums im Jahr 2016 führte dazu, dass die Statue auf die linke Seite verstellt wurde, damit sie nicht in die Fläche des neu eingebauten Beamers ragt.

### Altar und Apsis
Nach den Vorgaben des Zweiten Vatikanischen Konzils wurde in den 1960er Jahren ein massiver Altar aus Aachener Blaustein durch den Bildhauer Sepp Hürten gefertigt. Die Apsis wurde neu gestaltet und ist nun mit weißen Blattornamenten versehen. Im Scheitel der Apsiskrone befindet sich eine Taube als Symbol des Heiligen Geistes. Die geöffnete Apsiswand wird durch vier Pfeiler getragen, zwischen ihnen sind fünf goldene Reliefs mit unterschiedlichen Themen angebracht: vier Opferszenen des Alten Testaments (Abel, Noah, Abraham und Melchisedech) und in der Mitte ein Relief mit dem Kreuzesopfer Jesu Christi. Die Säulenabschlüsse zeigen die Evangelistenikonografien.

### Gemälde und Bilder
Gemälde der gekrönten Mutter Gottes und des Heiligen Cornelius im päpstlichen Ornat zieren die Nord- bzw. Südwand der Kirche. Unter ihnen sind die Kreuzwegstationen.

## Geläut

### Technische Daten
| Nr. | Name      | Gussjahr | Gießer, Gussort                                        | Durchmesser (mm) | Gewicht (kg) | Schlagton/Nominal |
| 1   | Maria     | 1949     | Hans Hüesker, Fa. Petit & Gebr. Edelbrock, Gescher     | 1265             | 1070         | es1 +8            |
| 2   | Petrus    | 1949     | Hans Hüesker, Fa. Petit & Gebr. Edelbrock, Gescher     | 1057             | 640          | ges1 +9           |
| 3   | Cornelius | 1883     | Rudolf Edelbrock, Fa. Petit & Gebr. Edelbrock, Gescher | 940              | 400          | as1 +9            |

### Inschriften
| Nr. | Name      | Inschriften |
| 1   | Maria     | MARIA, DER CHRISTEN TROST, GEWEIHT, ERSTAND ICH IN HARTER UND SCHWERER ZEIT, DEN TOTEN ERFELEH ICH EWIGE FREUD, DEN LEBENDEN FRIEDEN UND EINIGKEIT. ZUM GEDÄCHNIS AN IHREN MANN, PETER + 15.8.45 UND IHRE BEIDEN SÖHNE FREDI, + 22.2.38 UND HANS, + 24.3.45. GESTIFTET VON FRAU MARIA MÜHLENS |
| 2   | Petrus    | SANKT PETRUS; SCHÜTZE MIT MÄCHTIGER HAND KIRCHE, VOLK UND VATERLAND. |
| 3   | Cornelius | DEUS HANC + FAMILIAM + TOTAMANE + HEUMARVENEM PAROCHIAM + BENEDICAT + ET + CUSTODIAT + DEUS PIA MUNIFICENTIA FAMILIA LEMERSHOFEN EX RATH FACTA ET AS. CORNELIO HUJUS ECCLESIAE PATRONO DENOMINTA SUM. (Möge diese Familie – die Pfarre von Heumar – jeden Morgen segnen und bewachen. Gott, durch die fromme, freigebige Familie Klemershofen aus Rath, gestiftet und nach dem hl. Cornelius, Schutzpatron dieser Kirche, bin ich benannt.) ANNO A CHRISTO NATO MDCCCLXXXIII, D. GEORGIO CAUSEMANN PAROCHO ET D. GEORGIO SCHNEPPER VICARIO, FUSA A PETIT & FRATRES EDELBROCK (Im Jahre von Christi Geburt 1883, durch den Pfarrer Herrn D. Georg Causemann und den Vikar Herrn Georg Schnepper, gegossen von Petit & Gebr. Edelbrock.) |

## Verehrung und Wallfahrt zum Hl. Cornelius
Die Kunde von der Legende über die Corneliusstatue hatte in der Umgebung für Aufsehen gesorgt und die Pfarre Heumar bekannt gemacht. Unter dem Einsatz von Pfarrer Hieronymus Gymnich wurde 1818 eine Reliquie des Hl. Cornelius aus dem Kirchenschatz von St. Severin nach Heumar übertragen. Es handelt sich dabei um einen Teil der Schädeldecke. Seitdem entstand eine Wallfahrertradition; aus der Umgebung von Heumar pilgerten die Menschen zur Pfarrkirche, um für die Fürsprache des Heiligen zu beten. Dies führte auch zu einem wirtschaftlichen Aufschwung in Rath-Heumar. Das Corneliusfest mit Kirmes am 16. September war im rechtsrheinischen Köln wohlbekannt. Für die Verehrung der Reliquie wurde durch den Goldschmied H.J. Heppekausen eine ca. 20 cm große Monstranz angefertigt. In den letzten Jahrzehnten ist es ruhiger um die Verehrung des Hl. Cornelius geworden. Zum jährlichen Pfarrpatrozinium findet lediglich eine festliche Messe am darauffolgenden Sonntagvorabend statt.